# Гу, Эйлин
Эйлин Фэн Гу (англ. Eileen Feng Gu), также известная под своим китайским именем Гу Айлин (кит. 谷爱凌; род. 3 сентября 2003, Сан-Франциско, Калифорния) ― американо-китайская фристайлистка, выступающая в хафпайпе, слоупстайле и биг-эйре. Двукратная олимпийская чемпионка 2022 года (единственная двукратная олимпийская чемпионка в истории женского фристайла), двукратная чемпионка мира 2021 года. Выступает за Китай с июня 2019 года.

## Биография
Родилась 3 сентября 2003 года в Сан-Франциско (Калифорния, США). Её мать китаянка, отец ― американец.
Гу участвовала в чемпионате мира FIS по фристайлу и сноуборду 2021 года, выиграв две золотые медали в хафпайпе и слоупстайле. Гу стала первым фрискиером, выигравшим два золота на чемпионате мира. Она также выиграла бронзовую медаль в биг-эйр.

### Олимпийские игры 2022 года в Пекине
На зимних Олимпийских играх 2022 года в Пекине Гу стала самым молодым золотым призёром в лыжном фристайле, выиграв соревнования по биг-эйру. Гу впервые исполнила двойную пробку 1620, которую она никогда не пробовала на соревнованиях. 15 февраля она завоевала серебряную медаль в слоупстайле.
18 февраля завоевала вторую золотую медаль на Олимпиаде в дисциплине хафпайп; она стала рекордсменкой среди фристайлистов, завоевав на одной Олимпиаде три медали.

### Личная жизнь
Гу воспитывали её мать-китаянка, бабушка и дедушка, и она свободно говорит на китайском и английском языках. Играет на пианино в качестве хобби.
В марте 2021 года Гу заявила, что с 15 лет она сталкивалась с враждебностью из-за своего решения выступать за Китай, включая угрозы смертью и «бесконечную ненависть» в социальных сетях.
Гу также работает фотомоделью и сотрудничает с агентством IMG Models.